# Rudlhorn
Das Rudlhorn ist ein 2448 m s.l.m. hoher Südtiroler Gipfel in den südlichen Villgratner Bergen. Der Berg erhebt sich zwischen dem Pustertal, Antholzer Tal und Gsieser Tal. Die sich hierdurch ergebende exponierte Lage führt zu einer guten Fernsicht auf die Dolomitengipfel im Süden und die Rieserfernergruppe im Norden (z. B. Hochgall und Wildgall).